# Anvil! The Story of Anvil
Pour plus de détails, voir Fiche technique et Distribution.
Anvil! The Story of Anvil est un film canadien réalisé par Sacha Gervasi, sorti en 2008.

## Synopsis
Un documentaire sur le groupe de metal Anvil.

## Fiche technique
- Titre : Anvil! The Story of Anvil
- Réalisation : Sacha Gervasi
- Musique : David Norland
- Photographie : Christopher Soos
- Montage : Andrew Dickler et Jeff Renfroe
- Production : Rebecca Yeldham
- Société de distribution : Zootrope Films (France)
- Pays :  Canada
- Genre : Documentaire
- Durée : 80 minutes
- Dates de sortie : 
  -  États-Unis : 18 janvier 2008 (festival du film de Sundance), 10 avril 2009
  -  France : 3 février 2010

## Accueil
Le film a reçu un accueil très favorable de la critique. Il obtient un score moyen de 82 % sur Metacritic.